# Mariola Grzybowska-Brzezińska
Mariola Grzybowska-Brzezińska (ur. 6 maja 1973) – polska ekonomistka, prorektorka Uniwersytetu Warmińsko-Mazurskiego w Olsztynie.

## Życiorys
Mariola Grzybowska-Brzezińska w 1997 uzyskała tytuł magistra inżyniera technologii żywności i żywienia człowieka na Akademii Rolniczo-Technicznej w Olsztynie. W 2001 na Uniwersytecie Warmińsko-Mazurskim w Olsztynie uzyskała stopień doktora nauk ekonomicznych w dyscyplinie nauki o zarządzaniu na podstawie napisanej pod kierunkiem Mirosława Łaguny dysertacji Analiza popytu na żywność ze szczególnym uwzględnieniem produktów ekologicznych. W 2014 na Uniwersytecie Ekonomicznym w Poznaniu otrzymała stopień doktor habilitowanej nauk ekonomicznych w dyscyplinie towaroznawstwo, specjalność zarządzanie produktem, przedstawiwszy osiągnięcie naukowe Preferencje konsumentów w kształtowaniu atrybutów produktu żywnościowego.
Od 2001 zawodowo związana z Uniwersytetem Warmińsko-Mazurskim w Olsztynie. Pełniła bądź pełni szereg funkcji na uczelni, m.in. kierowniczki Katedry Rynku i Konsumpcji, prodziekanki (2016–2020) i dziekanki (2020–2024) Wydziału Nauk Ekonomicznych, prorektorki do spraw polityki kadrowej i finansowej (2024–2028). Wykładała także w Elbląskiej Uczelni Humanistyczno-Ekonomicznej oraz Wyższej Szkole Ekonomiczno-Społecznej w Ostrołęce.
Jej zainteresowania naukowe obejmują takie zagadnienia jak: problematyka zachowań konsumenta; różne aspekty funkcjonowania rynku żywnościowego; organizacja rynku żywności ekologicznej; współpraca w ogniwach łańcucha marketingowego jako szansa rozwoju rynku żywności regionalnej i ekologicznej.
Członkini Polskiego Towarzystwa Ekonomicznego oraz Stowarzyszenia Ekonomistów Rolnictwa i Agrobiznesu.
Odznaczona Brązowym Medalem za Długoletnią Służbę (2011).